# Canal Andreoni

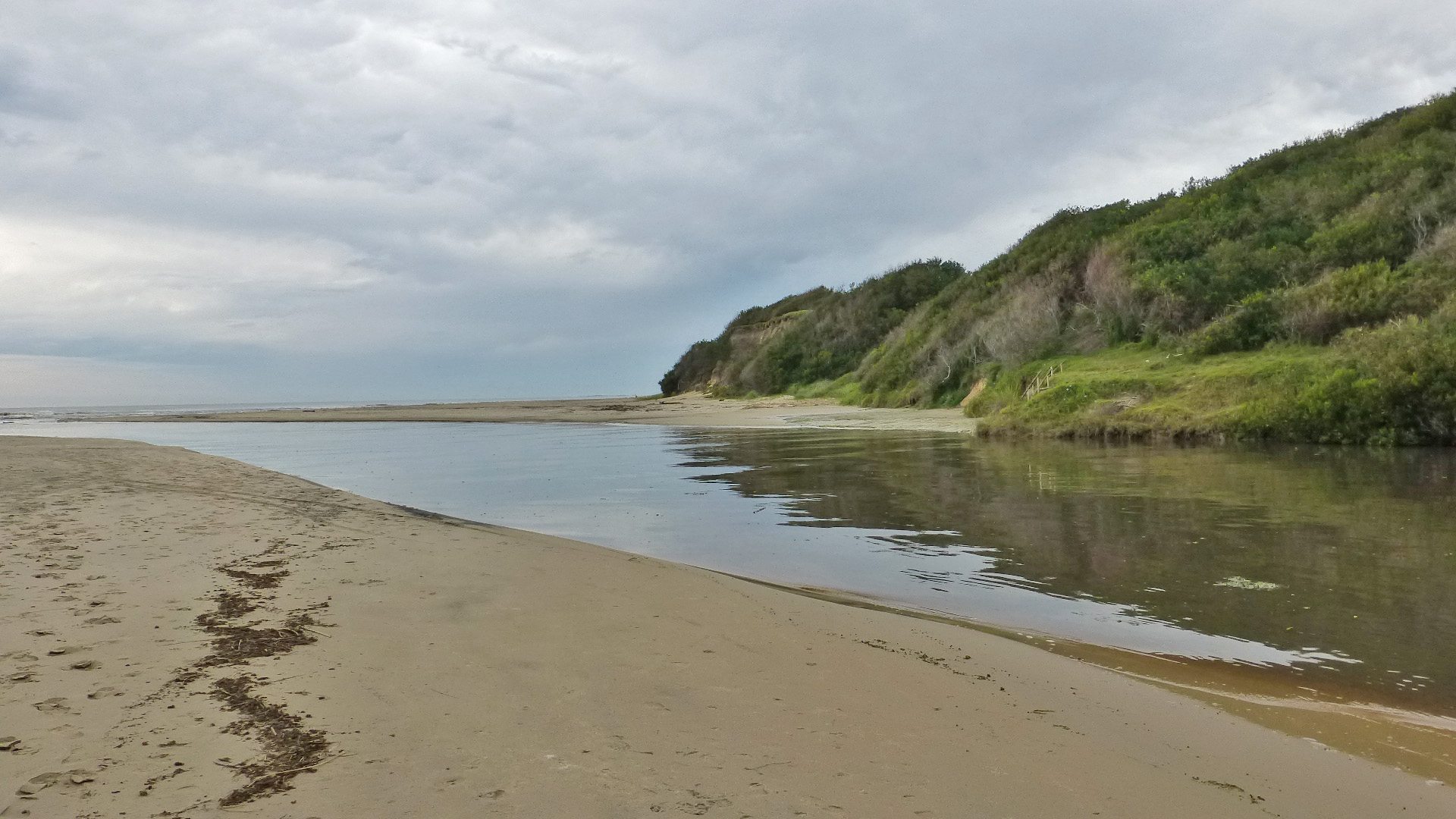
Desembocadura del Canal Andreoni en el Océano Atlántico.

El canal Andreoni es una vía fluvial, que atraviesa el Balneario La Coronilla, en el departamento de Rocha, Uruguay. Su función es desaguar los Bañados de San Miguel y las lagunas Negra y Blanca, de las cuales se nutre. La obra inicial media entre 9 y 10 km de longitud, y fue realizada entre los años de 1891 y 1910, según proyecto y dirección del ingeniero Luis Andreoni.
Posteriormente, en el año 1985 se realizó una extensión del canal, que aumentó el caudal de aguas vertidas.  Durante el gobierno cívico-militar se le agregaron conexiones a otros bañados, lo cual trajo como consecuencia el aumento de su caudal y la decadencia de la calidad de las playas de La Coronilla , aunque permitió la utilización productiva de algunas extensiones de tierras (para cultivos de arroz principalmente) del departamento de Rocha.
El Canal Andreoni fue abierto con el propósito de beneficiar a los productores agrícolas y ganaderos de la región, principalmente vinculados al cultivo de arroz y la ganadería. Sin embargo, esta intervención causó un vertido continuo de agua dulce y sedimentos hacia la costa oceánica, degradando considerablemente la calidad de las playas de La Coronilla. Como consecuencia, el balneario perdió su posición como principal destino turístico del departamento frente a lugares como La Paloma y Punta del Diablo. Para mitigar los efectos negativos del Canal Andreoni, en 2008 se iniciaron obras destinadas a reducir el volumen de agua dulce que alcanzaba las playas. Estas intervenciones incluyeron la desviación del flujo hídrico hacia la Laguna Merín, recuperando los desagües naturales previos a la apertura del canal.
La función del canal Andreoni, es desaguar bañados y lagunas cercanas hacia el océano Atlántico, lo cual generó un deterioro de la calidad del agua en la zona. Obras iniciadas en 2021 implican reducir el caudal de agua y mejorar su calidad.
En sus márgenes pueden verse grandes barrancas, producto de la erosión, es un lugar muy visitado por las aves en busca de peces que bajan hacia el mar, y posee un puente colgante que atraviesa el balneario.
Presencia de varamiento masivo de tortugas verdes invernantes Chelonia Mydas en Uruguay, en La Coronilla, y en el sur de Brasil, fue detectado en 2019-2022.